# George Thomas (1. wicehrabia Tonypandy)
Thomas George Thomas, 1. wicehrabia Tonypandy (ur. 29 stycznia 1909 w Port Talbot w Walii, zm. 22 września 1997 w Cardiff) – brytyjski polityk, członek Partii Pracy, minister w drugim rządzie Harolda Wilsona, następnie speaker Izby Gmin.
Był drugim synem Zachariaha Thomasa (górnika z Carmarthen) oraz Emmy Tilbury. George wychowywał się we wiosce Trealaw w południowej Walii. Wykształcenie odebrał w Trealaw Boys' School oraz w Tonypandy Higher Grade School. Następnie rozpoczął pracę nauczyciela w Fanshaw Crescent School w Dagenham w hrabstwie Essex. Później zaliczył 2-letni kurs nauczycielski w University College w Southampton. Potem był nauczycielem w Londynie i Cardiff.
W 1945 r. został wybrany do Izby Gmin jako reprezentant okręgu Cardiff Central. Od 1950 r. reprezentował okręg wyborczy Cardiff West. W 1964 r. został podsekretarzem stanu w ministerstwie spraw wewnętrznych. W latach 1966–1967 był ministrem stanu w ministerstwie ds. Walii. Następnie piastował analogiczne stanowisko w ministerstwie ds. Wspólnoty Narodów. W latach 1968–1970 był członkiem gabinetu jako minister ds. Walii. W 1969 r. nadzorował inwestyturę księcia Karola na księcia Walii.
Od 1976 r. Thomas był speakerem Izby Gmin. Za jego urzędowania przeprowadzono pierwsze transmisje z obrad parlamentu. Thomas zrezygnował ze stanowiska w 1983 r. Otrzymał wówczas tytuł 1. wicehrabiego Tonypandy (jeden z ostatnich dziedzicznych tytułów parowskich kreowanych w Wielkiej Brytanii) i zasiadł w Izbie Lordów. Zmarł w 1997 r. Wraz z jego śmiercią wygasł tytuł wicehrabiego.
Z powodu identycznego imienia i nazwiska Tonypandy otrzymał przydomek „Tommy Twice”. Słynne stały się jego słowa Order! Order! („Spokój! Spokój!”), wymawiane z walijskim akcentem podczas przewodniczenia obradom Izby Gmin.